# حروب السيمينول
حروب السيمينول (تُدعى أيضًا حروب فلوريدا) كانت 3 صراعات عسكرية متصلة نشبت في فلوريدا بين جيش الولايات المتحدة وقبيلة سيمينول، وهي قبيلة أمريكية أصلية كانت قد اندمجت في مستعمرة فلوريدا الإسبانية في أوائل القرن الثامن عشر. اندلع القتال بين نحو 1816 و 1858، لكن تخلَّلته فترتا هدنة مضطربتان. كانت حروب السيمينول أطول الحروب الهندية في تاريخ الولايات المتحدة وأثقلها تكلفة، من الناحيتين البشرية والمالية.
- حرب السيمينول الأولى (نحو 1816–1819) بدأت بحملات الجنرال أندرو جاكسون على مستعمرتَيْ غرب فلوريدا وشرقها ضد السيمينول، عقب حرب 1812. أعربت حكومتا بريطانيا العظمى وإسبانيا عن غضبهما من ذلك «الغزو»، لكن لم يكن بوسع إسبانيا الدفاع عن المنطقة ولا السيطرة عليها، كما اتضح من عدة انتفاضات وتمردات محلية. وافق التاج الإسباني في 1819 على التخلي للولايات المتحدة عن فلوريدا، بموجب معاهدة «آدمز أونيس» التي سار مفعولها في 1821.[2] وبموجب معاهدة «مولتري كريك» المبرَمة في 1823، رحل السيمينوليون عن شمال فلوريدا، واحتُجزوا في محمية هندية كبيرة في وسط شبه جزيرة فلوريدا. فرضت حكومة الولايات المتحدة المعاهدة بأن أنشأت سلسلة من الحصون والمراكز التجارية في المنطقة، ولا سيما على طول الساحل الأطلسي والخليج.
- حرب السيمينول الثانية (1835–1842) نشأت حين حاولت حكومة الولايات المتحدة إجبار السيمينول على النزوح عن فلوريدا تمامًا إلى الإقليم الهندي، بإصدارها «قانون إزالة الهنود» في 1830. بدأ القتال بـ«مذبحة ديد» في ديسمبر 1835، وفي الشهور اللاحقة اندلع في جميع أنحاء شبه جزيرة فلوريدا غارات ومناوشات وعدة معارك أكبر. في البداية تمكّن السيمينوليون القليل عددهم وعتادهم من استعمال حرب العصابات لتثبيط القوات الأمريكية الفائقة عددًا. في أكتوبر 1836 أُرسل الجنرال توماس سيدني جيسوب إلى فلوريدا لقيادة الحملة الأمريكية، فأخذ يطارد فِرَق السيمينول عبر البراري، لكن بلا جدوى.[3] فغيّر تكتيكه وبدأ يدمر قرى السيمينول ومزارعهم، فغيرت استراتيجيته هذه مجرى الحرب.[4] أذن جيسوب أيضًا بأسر الزعيمين السيمينوليين أوسيولا وميكانوبي بعد ظهور بوادر هدنة. بأوائل أربعينيات القرن التاسع عشر كان معظم سيمينوليِّي فلوريدا قد قُتلوا في المعارك، أو ماتوا بالجوع أو المرض، أو نزحوا إلى الإقليم الهندي. وسُمح لعدة مئات منهم بالبقاء في محميات غير رسمية في جنوب غرب فلوريدا.

حرب السيمينول الثالثة (1855–1858) نشأت أيضًا ردًّا من قبيلة السيمينول على المستوطِنين وفرق الاستطلاع التابعة للجيش الأمريكي الذين تعدَّوا على أراضيها، وربما تعمدوا استفزازها ودفْعها إلى رد عنيف يؤدي إلى إزالة من بقي منها في فلوريدا. في ديسمبر 1855 عثر طاقم مسْح تابع للجيش على مزرعة سيمينولية غرب إيفرجلادز، وخرّبها، فقاد الزعيم بيلي باوليغز غارة قرب فورت مايرز، فاندلع من جراء هذا صراع معظمه غارات وثارات، بلا معارك كبيرة. وحينئذ أيضًا كانت الاستراتيجية الأمريكية هي تدمير موارد السيمينوليين الغذائية، وفعلًا بحلول 1858 كان من بَقُوا من القبيلة قد أنهكهم القتال وأحدق بهم الجوع، فقبلوا نقلهم إلى أوكلاهوما بعد التعهد لهم بممر آمن ومدفوعات نقدية. لكن رفض بعضهم المغادرة -وقد قُدِّر أن عددهم كان 500 سيمينوليّ-، وتراجعوا إلى أعماق إيفرجلادز و«مستنقع السرو الكبير» للعيش في أراض لا يرغبها المستوطِنون البيض.

## خلفية

### فلوريدا الاستعمارية

#### اضمحلال ثقافات الأصليين
انخفض عدد سكان فلوريدا الأصليين انخفاضًا كبيرًا بعد وصول المستكشِفين الأوروبيين في أوائل القرن السادس عشر، وهذا غالبًا لعجز الأصليين عن مقاومة الأمراض الجديدة التي جلبها الأوروبيون معهم. وأدى القمع الإسباني لثورات الأصليين إلى تقليل عددهم أكثر وأكثر في فلوريدا الشمالية، حتى حل القرن السابع عشر الذي انطلقت فيه بعثات إسبانية حسّنت العلاقات وجعلت عدد الأصليين يستقر.
لكن في منتصف ذلك القرن شنت مقاطعة كارولينا الإنجليزية الحديثة التأسيس غارات جعلت عدد الأصليين ينخفض من جديد انخفاضًا حادًّا. بحلول 1707 كان الجنود الإنجليزيون وحلفاؤهم الهنود الياماسيون قد قضَوا على معظم من بقي من الأصليين أو نقلوهم، في سلسلة غارات عبر «نتوء فلوريدا» وعلى طول شبه الجزيرة جنوبًا. في العقد الأول من القرن الثامن عشر استُعبد 10,000–12,000 هندي -على حد كلام حاكم «لا فلوريدا»-، وفي 1710 لاحظ مراقِبون أن شمال فلوريدا قد أُخلي من السكان تقريبًا. وأُلغيت جميع البعثات الإسبانية، إذ لم يكن إليها داع بغياب الأصليين. وأما بقية الأصليين القليلة ففرت غربًا إلى بينساكولا وما بعدها، أو شرقًا إلى جوار سانت أوغسطين. وعندما تخلت إسبانيا عن فلوريدا لبريطانيا العظمى بموجب معاهد باريس المبرَمة في 1763، رحل أغلب هنود فلوريدا مع الإسبانيين إلى كوبا أو إسبانيا الجديدة.

#### أصل السيمينول
في منتصف القرن الثامن عشر بدأت فِرق صغيرة من مختلِف القبائل الأمريكية الأصلية الساكنة جنوب شرق الولايات المتحدة– تنتقل إلى أراضي فلوريدا غير المأهولة. وفي 1715 انتقل الياماسيون إلى فلوريدا بوصفهم حلفاء للإسبانيين، بعد تنازُعات مع المستعمرات الإنجليزية. بدأ أيضًا الكريكيون –الشماليون أولًا، ثم انضم إليهم الجنوبيون– ينتقلون من جورجيا إلى فلوريدا. واستقرت قبيلة ميكاسوكي (المتحدثة بالهتشيتية) قرب تالاهاسي حول البحيرة المدعوة حاليًّا بحيرة ميكوسوكي (حافَظ نسل هذه القبيلة على هوية قبلية مميزة، تُدعى اليوم: الميكوسوكي).
واستقرت جماعة أخرى متحدثة بالهتشيتية –بقيادة البَقَّار– فيما يُدعى الآن مقاطعة ألاتشوا، حيث أقام الإسبانيون مزارع ماشية في القرن السابع عشر. كان من تلك المزارع مزرعة مشهورة تُدعى «إل رانشور دي لا تشوا»، فصارت المنطقة تُدعى «سهب ألاتشوا». وصار إسبانيو سانت أغسطين يَدعون الكريكيِّين فيها «سيمارونيس»، وتعني «الجامحين» تقريبًا، وهذا على الأرجح أصل اسم «سيمينول». ثم صار الاسم يُطلق على جماعات فلوريدا الأخرى، وإنْ ظل الهنود يَعدون أنفسهم مختلفي الهوية القبلية، لا أنهم في قبيلة واحدة. من الجماعات الأصلية الأخرى التي سكنت فلوريدا أثناء حروب السيمينول: تشوكتاو، ويوتشي –أو الهنود الإسبانيون، وقد سُمُّوا هكذا لأنهم اعتقدوا أنهم من نسل قبيلة كالوسا–، وهنود الرانشو الذين عاشوا في معسكرات صيد إسبانية/كوبية (معسكرات الرانشو) لدى ساحل فلوريدا.
مَن استطاع مِن العبيد الإفريقيين والأمريكيين الأفارقة أن يفر إلى الحصن، كان يصبح حرًّا. كان كثيرون من بينساكولا، وكان بعضهم مواطنين أحرارًا، لكن الآخرين كانوا هاربين من أراضي الولايات المتحدة. عرض الإسبانيون على العبيد حريتهم وأرضًا في فلوريدا، وجنّدوا المتحررين في ميليشيات لحماية بينساكولا وحصن موسي. وانضم عبيد هاربون آخرون إلى جماعات السيمينول، وصاروا أعضاء أحرارًا فيها.
معظم المتحررين الذين سكنوا حصن موسي رحلوا إلى كوبا مع الإسبانيين حين غادروا فلوريدا في 1763، وعاش الآخرون مع الجماعات الهندية أو إلى جانبهم. وأما العبيد الهاربون من جورجيا وكارولاينا الشمالية والجنوبية، فواصلوا شق طريقهم إلى فلوريدا، إذ كانت «السكة الحديدية النفقية» متجهة جنوبًا. ومَن بقي من السود مع السيمينول أو التحق بهم لاحقًا، اندمج فيها وتعلم لغاتها وتبنى أزياءها وتزوج منها. وقد كان السود على علم بالزراعة، وكانوا مترجِمين بين السيمينول والبيض، وأُطلق عليهم «السيمينوليون السود»، وصار بعضهم من الزعماء القبليين المهمين.

### بداية الصراع
أثناء الثورة الأمريكية (1775–1783) جنَّد البريطانيون -الذين كانوا مسيطرين على فلوريدا- سيمينوليين لمهاجمة مستوطنات حدودية في جورجيا. وقد تسنى للعبيد الهرب إلى فلوريدا تحت غشاوة الحرب واضطراباتها، وتعهد لهم البريطانيون بالحرية نظير القتال في صفوفهم، فأدى كل هذا إلى تحوُّل الولايات المتحدة الجديدة إلى عدو في أعين السيمينول. في 1783 أُعيدت فلوريدا إلى إسبانيا بموجب المعاهدة التي وَضعت حدًّا للحرب الثورية، لكن قبضة الإسبانيين كانت حولها ضعيفة، فلم يُعْنَوا إلا بحاميات صغيرة في سانت أوغسطين وسانت ماركس وبينساكولا، ولم يسيطروا على الحدود الفاصلة بين فلوريدا والولايات المتحدة، وفشلوا في التصدي لدولة المسكوكي التي قامت في 1799 على أمل أن تصبح دولة جامعة لكل الهنود الأمريكيين مستقلةً عن إسبانيا والولايات المتحدة، حتى جاء عام 1803 وتآمر البَلَدان على مؤسِّسها.

## وصلات خارجية
- Seminole Wars Foundation, Inc.
- Black Seminoles and the Second Seminole War: 1832-1838